# Осада Берата (1280—1281)
Осада Берата (греч. Πολιορκία του Βερατίου) — осада войсками Королевства Сицилии византийской крепости Берат в 1280—1281 годах.

## Предыстория
Император Михаил VIII Палеолог в 1261 году смог отвоевать у крестоносцев Константинополь, восстановив Византийскую империю. Эпирское царство и латинские государства Южной Греции, опасаясь возрождения империи, обратились за помощью к Сицилийскому королевству.
В 1258 году сицилийцы завладели островом Корфу и албанским побережьем от Диррахия до Валоны и Бутротума, вглубь до Берата. Это дало им контроль на западным участком стратегически важной Эгнатиевой дорогой. В 1271 году Карл I Анжуйский провозгласил создание Королевства Албания.
В 1274 году Михаил VIII начал наступление на анжуйские владения в Албании. Византийским войскам удалось оттеснить сицилийцев к портам Диррахий и Валона. В 1274—1275 годах византийцы предпринимали попытки взять эти города, но они закончились безрезультатно.
К 1279 году Карл Анжуйский смог установить контроль над латинскими государствами Греции и принял вассальную присягу от деспота Эпира Никифора I. В августе 1279 года Карл послал в Албанию генерала Гуго Сюлли и начал подготовку к наступлению по Эгнатиевой дороге.

## Осада

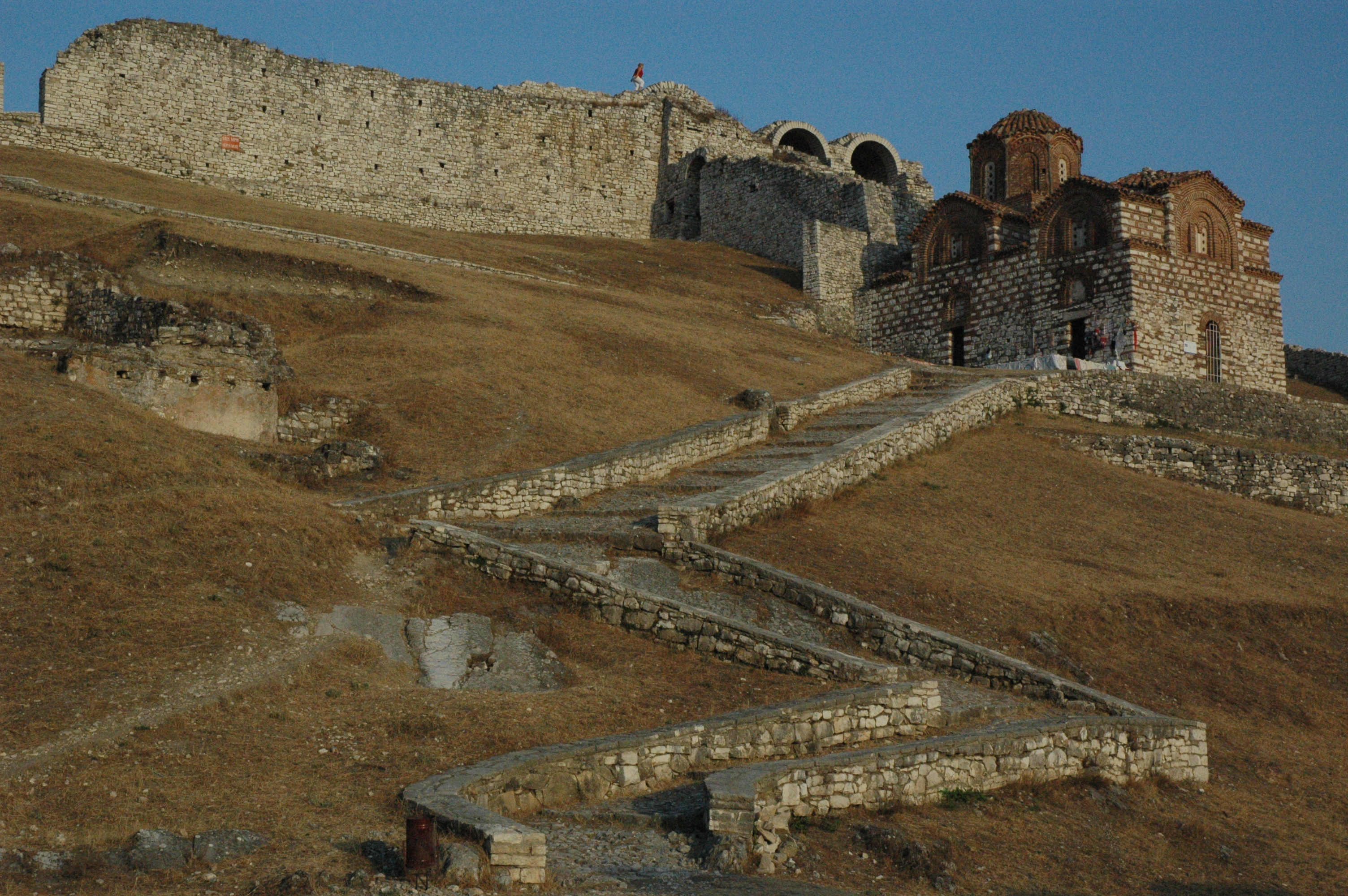
Вход в крепость Берат с церковью Святой Троицы XIII века

В августе-сентябре 1280 года армия, насчитывавшая 2 000 кавалеристов и 6 000 пехотинцев, взяла штурмом крепость Канину и осадили Берат. Несмотря на то, что в городе был сильный гарнизон, комендант запросил подкрепление из Константинополя. Император направил в Берат армию под командованием своего племянника великого доместика Михаила Тарханиота. В Константинополе отслужили молебны о спасении империи.
К началу 1281 года анжуйцам удалось взять ряд близлежащих фортов и проникнуть в пригороды. Карл I приказал Сюлли взять город до прихода византийской армии, а при необходимости штурмовать крепость. В марте 1281 года деблокирующая армия прибыла к городу. Тарханиот избегал прямой конфронтации с осаждающими, предпочитая устраивать засады и налёты. Византийцам удалось пополнить запасы провианта в осаждённой крепости, погрузив его на плоты и спустив вниз по реке Осум.
Анжуйцы стремились вступить с византийцами в генеральное сражение. Генерал Гуго Сюлли решил лично отправиться на разведку местности с небольшим отрядом, но попал в засаду турецких наёмников на службе Византии и был схвачен. Анжуйская армия, узнав о пленении своего командира была дезорганизована. Византийцы, воспользовавшись паникой, вступили в бой и одержали победу.

## Последствия
В честь победы Михаилу Тарханиоту был устроен триумф по возвращении в Константинополь и предложен титул цезаря, от которого тот отказался. Византия восстановила контроль над Албанией, кроме Диррахия и Валоны. Карл Анжуйский начал подготовку морской высадки в византийские земли. В 1281 года с благословения папы Мартина IV анжуйцы и венецианцы подписали Орвьетский договор, согласно которому должна быть восстановлена Латинская империя. Михаил VIII был отлучён от католической церкви, что положило конец Лионской унии. Василевс заключил союз с арагонским королём Педро III. При поддержке последнего, 29 марта 1282 года вспыхнула «Сицилийская вечерня», положившая конец правлению анжуйцев в Сицилии.